# Pier Andrea Saccardo
Pier Andrea Saccardo (n. 23 aprilie 1845, Treviso – d. 11 februarie 1920, Padova) a fost un botanist dar în primul rând micolog italian, profesor de istorie naturală și de botanică precum director al institutului tehnic la Universitatea din Padova. Abrevierea numelui său de autor este Sacc..

## Biografie
Saccardo a urmat liceul din Veneția și, după bacalaureat, a studiat la Institutul Tehnic al Universității din Padova, unde a obținut doctoratul în 1867, iar în 1869 a devenit profesor de istorie naturală. În 1872 a înființat revista Michelia în care a publicat multe dintre lucrările sale micologice timpurii precum cele despre istoria botanicii. Un an mai târziu a scris Mycologiae Venetae specimen, în care a descris toate ciupercile care erau de găsit în Veneto, dezvoltând categoriile de față ale lui Ludwig Ritter von Heufler zu Rasen und Perdonegg, Freiherr von Hohenbühel (1817-1885) de la 245 la 4.600 de taxoni. În 1879 a preluat conducerea catedrei de botanică ca succesor al fostului său învățător Roberto de Visiani (1800-1878) și în plus a fost numit director al institutului precum și al grădinilor botanice ale universității.
Activitatea științifică a lui Saccardo a fost concentrată aproape în întregime pe micologie. A publicat peste 140 de lucrări privind Deuteromycota (ciuperci imperfecte). În acest context, Saccardo a dezvoltat un sistem de clasificare a ciupercilor imperfecte prin examinarea culorii și formei sporilor care a devenit sistemul primar utilizat, anterior clasificării prin analiza ADN-ului. O altă lucrare s-a ocupat cu Sordariomycetes sin. Pyrenomycetes, o clasă de ciuperci în subdiviziunea Pezizomycotina, fiind o subîncrengătură a ciupercilor ascomicete care constă din 28 de ordine, 90 de familii și 1344 de genuri. 
Saccardo a devenit renumit prin publicarea operei sale în 9 volume (postum editată în 25 volume) Sylloge fungorum omnium hucusque cognitorum (inventarierea tuturor ciupercilor cunoscute până în prezent), reprezentând o listă completă a tuturor denumirilor care au fost utilizate vreodată pentru ciuperci. În această mare lucrare foarte importantă pentru taxonomia ciupercilor, savantul a enumerat pe 160.000 de pagini toate numele folosite pentru denumirea lor. Sylloge este în continuare singura lucrare de acest gen, care a fost atât cuprinzătoare pentru Regnul Fungi, ca și suficient de modernă. Unele dintre descrierile și cheile sale de clasificare sunt încă de referință. De acea a fost poreclit  Linnaeus al ciupercilor. Fiind de asemenea interesat în istoria științei, Saccardo a publicat în 1895 și în 1901 La Botanica in Italia.
În anul 1915,  omul de știință s-a retras din posturile universitare pentru a avea timp pentru finalizarea marii lui opere Sylloge fungorum omnium hucusque cognitorum (24.000 de pagini). El a cooperat cu mulți botaniști și micologi renumiți, între alții cu Antonio Baldacci (1867-1950), Giacomo Bresadola sau cu zoologul Alessandro Pericle Conte Ninni (1837-1892), împreună cu care a publicat ziarul Commentario della Fauna, Flora e Gea del Veneto e del Trentino deja în 1867. Saccardo a fost membru în 23 de societăți științifice italiene și străine. În 1916 a devenit membru de onoare al Societății Britanice de Micologice.

## Lucrări (selecție)

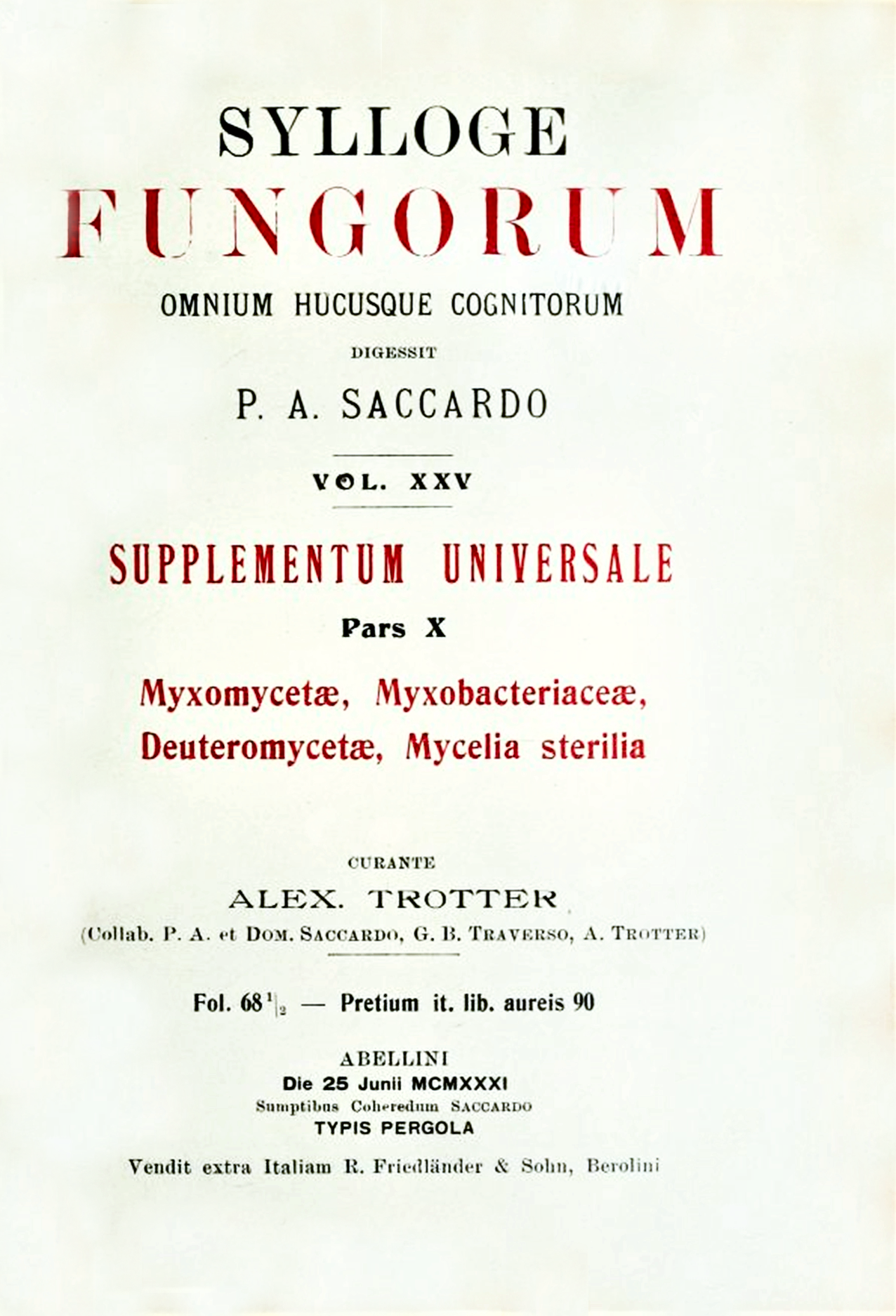
Sylloge Fungorum, vol. 25

- Prospetto della Flora Trivigiana (Venezia 1864)
- Bryotheca Tarvisina (Treviso 1864)
- Della storia e letteratura della Flora Veneta (Milano 1869)
- Sommario d'un corso di botanica (Padova 1880)
- Musci Tarvisini (Treviso 1872)
- Mycologiae Venetae specimen (Padova 1873)
- Mycotheca Veneta (Padova 1874-79)
- Michelis, commentarium mycologicum (Padova 1877-1882, 2 volume)
- Conspectus generum fungorum Italiae inferiorum, în: jurnalul micologic Michelia, vol. 2, nr. 1
- Fungi italici autographie delineati et colorati (Padova 1877-1886)
- Fungi Veneti novi vel critici (1882)
- Sylloge fungorum omnium husque cognitorum, 25 volume, Editura Sumptibus auctoris typis Seminarii, (apoi R. Friedländer und Sohn, Berlin), Padova 1882-1913, toate volumele
- La Botanica in Italia (1895, 1901)

## Plante și ciuperci descrise de Saccardo (selecție)

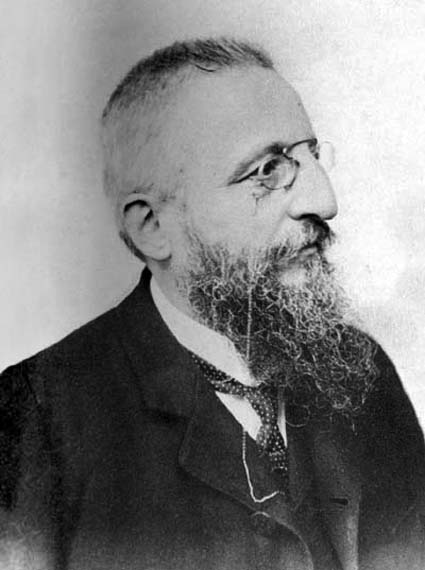
P. A. Saccardo pe la 1900

Aici sunt enumerate numai plante denumite de marele savant. Pentru enumerarea bureților n-ar fi destul loc.

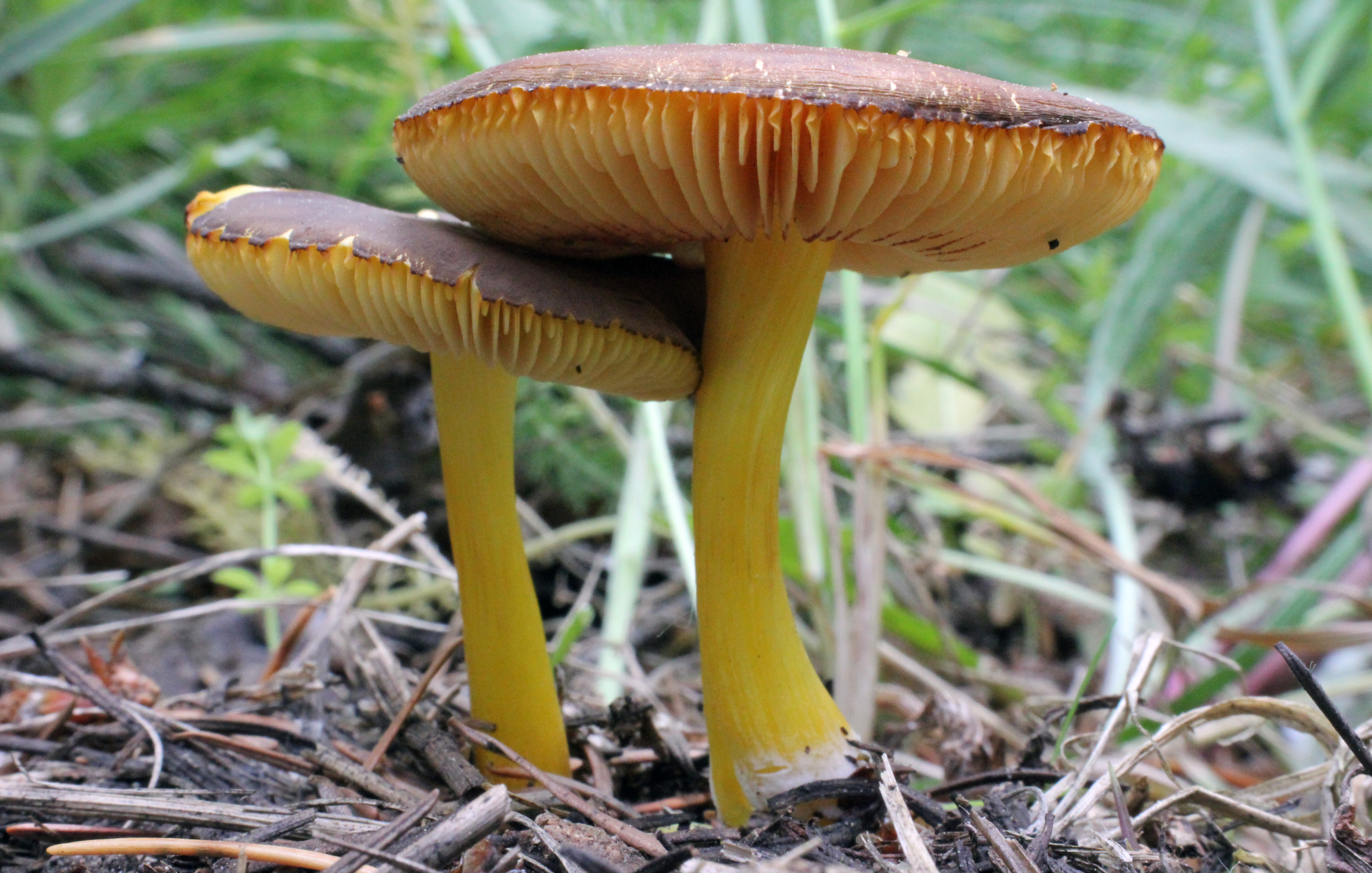
Pluteus romellii (Britzelm.) Sacc.

| - Agaricus bitorquis (Quél.) Sacc. - Alliaceae Allium caucason Turra ex Sacc. - Amaryllidaceae Narcissus byzantinus Turra ex Sacc. - Asphodelaceae Simethis mattiazzii (Vand.) Sacc. - Asteraceae Antennaria rectangularis Sacc. - Campanulaceae Campanula paniculata Turra ex Sacc. - Cantharellus amethysteus (Quél.) Sacc., 1891 - Caryophyllaceae Alsine seguieri Turra ex Sacc. - Clavulina leveillei (Sacc.) Overeem - Crassulaceae Sedum dasyphyllum f. donatianum (Vis. & Sacc.) - Cyperaceae Pycreus flavescens f. monostachyus (Sacc.) - Discina ancilis (Pers.) Sacc. - Entoloma bloxamii (Berk. & Broome) Sacc. (1887) - Inocybe adaequata (Britzelm.) Sacc. (1887) - Inocybe assimilata (Britzelm.) Sacc. (1887) - Inocybe auricoma (Batsch) Sacc. (1887) - Leguminosae Tetragonolobus monanthos Sacc. & Penz. - Malvaceae Hibiscus pentacarpos albiflorus Sacc. ex Fiori - Malvaceae Kosteletzkya pentacarpos var. albiflora (Sacc. ex Fiori) P.P.Ferrer & O.J.Blanch. - Orchidaceae Ophrys integra Sacc. - Orchidaceae Nigritella rhellicani var. rosea (Vis. & Sacc. ex Goiran) Teppner & E.Klein - Peziza ammophila (Saut.) Sacc. (1889) - Peziza sylvestris (Boudier) Sacc. (1911) | - Pluteus aeolus (Berk. & Broome) Sacc. (1887) - Pluteus aethalus (Berk. & M.A.Curtis) Sacc. (1887) - Pluteus aglaeotheles (Berk. & Broome) Sacc. (1887) - Pluteus albolineatus (Berk. & Broome) Sacc. (1887) - Pluteus brunneopictus (Berk. & Broome) Sacc. (1887) - Pluteus chrysophlebius (Berk. & M.A.Curtis) Sacc. (1887) - Pluteus conizatus (Berk. & Broome) Sacc. (1887) - Pluteus escharites (Berk. & Broome) Sacc. (1887) - Pluteus eugraptus (Berk. & Broome) Sacc. (1887) - Pluteus exiguus (Pat.) Sacc. (1887) - Pluteus fusconigricans (Berk. & Broome) Sacc. (1887) - Pluteus glyphidatus (Berk. & Broome) Sacc. (1887) - Pluteus grandineus (Berk. & Broome) Sacc. (1887) - Pluteus laetifrons (Berk. & M.A.Curtis) Sacc. (1887) - Pluteus podospileus Sacc. & Cub. (1887) - Pluteus psichriophorus (Berk. & Broome) Sacc. (1887) - Pluteus pulvinus (Berk. & Broome) Sacc. (1887) - Pluteus romellii (Britzelm.) Sacc. (1895) - Pluteus spilopus (Berk. & Broome) Sacc. (1887) - Pluteus stigmatophorus (Berk. & Broome) Sacc. (1887) - Pluteus subcervinus (Berk. & Broome) Sacc. (1887) - Tricholoma atrosquamosum (Chevall.) Sacc. 1887 - Tricholoma stans (Fr.) Sacc. 1887 |